# Saarländische Bibliographie

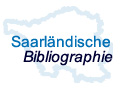
Logo der Saarländischen Bibliographie

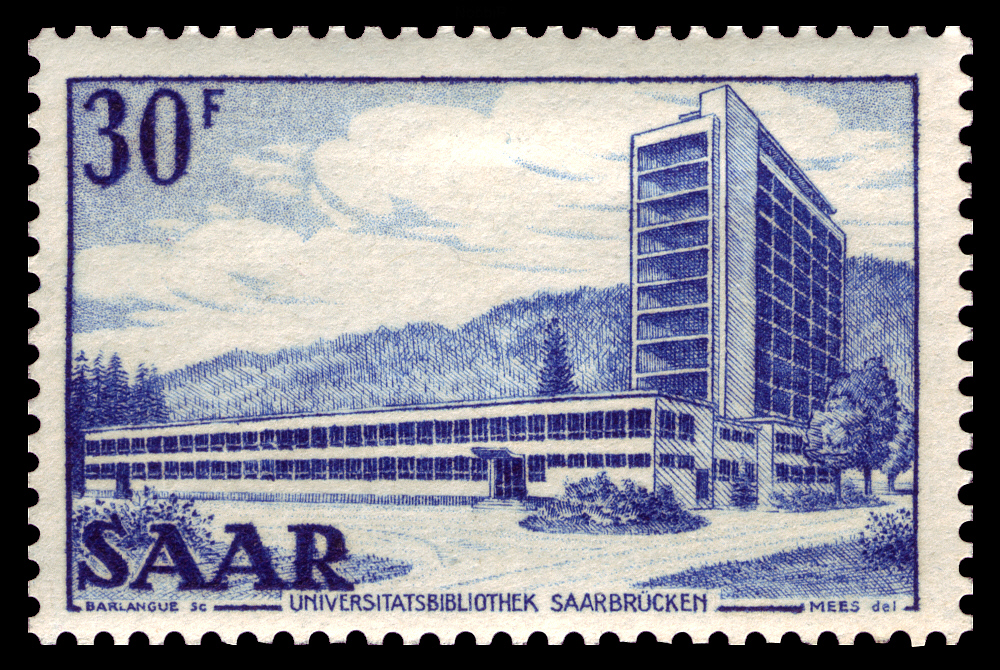
Briefmarke mit Ansicht der Saarländischen Universitäts- und Landesbibliothek

Die Saarländische Bibliographie (SB) verzeichnet in Auswahl Publikationen aus allen Wissensgebieten über das Saarland. Die Saarländische Universitäts- und Landesbibliothek (SULB) bearbeitet diese Regionalbibliographie seit dem Berichtsjahr 1961.
Ab Berichtszeit 1991 steht die Saarländische Bibliographie als Datenbank im Rahmen des Südwestdeutschen Bibliotheksverbunds (SWB) zur Verfügung. Sie verzeichnet seit diesem Zeitpunkt die Literatur vollständig und umfasste Anfang 2025 mehr als 103.000 Titel. Für eine vollständige und umfassende Literaturrecherche zu einem saarländischen Thema müssen die Vorgängerbibliographien konsultiert werden.
Die Saarländische Bibliographie ist eine landeskundlich orientierte Auswahlbibliographie. Der Inhalt der verzeichneten Publikationen soll von fachlich-wissenschaftlichem Interesse sein. Eine vollständige Dokumentation des gesamten über das Saarland vorliegenden veröffentlichten und unveröffentlichten Materials wird nicht angestrebt. Räumlich erfasst die Saarländische Bibliographie das Gebiet des Saarlandes in seiner heutigen und historischen Form, den Saar-Lor-Lux Raum, sofern das Saarland angemessen berücksichtigt wird, und Territorien, die früher einmal zu saarländischen Herrschaften gehörten, wie z. B. die Grafschaft Saarwerden. Die aufgenommenen Titel werden einheitlich mit Hilfe einer eigenen Systematik und fakultativen Schlagwörtern erfasst. Inhaltlich verzeichnet die Saarländischen Bibliographie alle Schriftenklassen: Bücher, Aufsätze, Zeitschriften, CDs, DVDs, Video-Kassetten, Karten, Elektronische Publikationen etc. Die SULB bemüht sich, sofern möglich, diese Medien zu erwerben und zu archivieren.
Die Saarländische Bibliographie ist Teil der Virtuellen Deutschen Landesbibliographie, welche ein eigenes Webportal hat.